# Appresentazione
Appresentazione è un termine della fenomenologia che è stato coniato principalmente dai filosofi tedeschi Edmund Husserl e Alfred Schütz. Questa può riferirsi agli oggetti da un lato, o a realizzazioni della coscienza dall'altro. Per chiarire questo punto:
(Edmund Husserl)
Il lato anteriore di una cosa presenta quindi necessariamente il suo lato posteriore e abbozza così un'immagine (non necessariamente realmente esistente, ma soltanto una proiezione). Così, per comprendere pienamente un'altra persona, l'empatia è necessaria da un lato, ma dall'altro deve esserci anche un accoppiamento associativo in cui quest'altra persona è compresente come alter ego. Appresentazione in questo contesto significa quindi rendere cosciente l'altro come compresente e concependolo nello stesso tempo come l'Io di un'altra sfera.